# Lista de representantes do Afeganistão ao Oscar de melhor filme internacional
Lista de filmes afegãos concorrentes à indicação ao Oscar de Melhor Filme Internacional (anteriormente conhecido como Oscar de Melhor Filme Estrangeiro). O Afeganistão inscreve filmes nessa categoria de premiação desde 2002. O prêmio é concedido anualmente pela Academia de Artes e Ciências Cinematográficas.
O Afeganistão nunca teve um filme indicado ao Oscar.

## Filmes inscritos
| Ano (Cerimônia)   | Título em Português  | Título em inglês             | Título original                    | Idiomas              | Direção            | Resultado       |
| ----------------- | -------------------- | ---------------------------- | ---------------------------------- | -------------------- | ------------------ | --------------- |
| 2002 (75ª edição) |                      | Fire Dancer                  | Dançarino de Fogo                  | Dari, inglês         | Jawed Wassel       | Não indicado    |
| 2003 (76ª edição) | Osama                | Osama                        | Osama (أسامة)                      | Dari                 | Siddiq Barmak      | Não indicado    |
| 2004 (77ª edição) | Terra e Cinzas       | Earth and Ashes              | Khakestar-o-khak                   | Dari, pashto         | Atiq Rahimi        | Não indicado    |
| 2008 (81ª edição) |                      | Opium War                    | Guerra do ópio                     | Dari, inglês         | Siddiq Barmak      | Não indicado    |
| 2009 (82ª edição) |                      | 16 Days in Afghanistan       | 16 dias no Afeganistão             | Dari, inglês, pashto | Anwar Hajher       | Não indicado    |
| 2010 (83ª edição) |                      | The Black Tulip              | A tulipa negra                     | Dari, pashto, inglês | Sonia Nassery Cole | Não indicado    |
| 2012 (85ª edição) | A Pedra da Paciência | The Patience Stone           | A pedra da paciência               | Persa                | Atiq Rahimi        | Não indicado    |
| 2013 (86ª edição) |                      | Wajma (An Afghan Love Story) | Wajma (uma história de amor afegã) | Dari                 | Barmak Akram       | Não indicado    |
| 2014 (87ª edição) |                      | A Few Cubic Meters of Love   | Chand Meter Moka'ab Eshgh          | Persa                | Jamshid Mahmoudi   | Não indicado    |
| 2015 (88ª edição) | Utopia               | Utopia                       | آرمان شهر                          | Persa                | Hassan Nazer       | Não qualificado |
| 2016 (89ª edição) |                      | Parting                      | رفتن                               | Persa, dari          | Navid Mahmoudi     | Não indicado    |
| 2017 (90ª edição) |                      | A Letter to the President    | نامه ای به رییس جمهور              | Dari                 | Roya Sadat         | Não indicado    |
| 2018 (91ª edição) |                      | Rona, Azim's Mother          | رونا مادر عظیم                     | Persa, dari          | Jamshid Mahmoudi   | Não indicado    |
| 2019 (92ª edição) |                      | Hava, Maryam, Ayesha         | حوا ، مریم ، عایشه                 | Persa, dari          | Sahraa Karimi      | Não qualificado |